# Europameisterschaften der Rhythmischen Sportgymnastik 2013
| 29. Europameisterschaften der Rhythmischen Sportgymnastik | 29. Europameisterschaften der Rhythmischen Sportgymnastik |
| --------------------------------------------------------- | --------------------------------------------------------- |
| Logo                                                      |                                                           |
| Veranstaltungsort                                         | Wien (Österreich)                                         |
| Teilnehmende Länder                                       | 33                                                        |
| Teilnehmende Athleten                                     | 220                                                       |
| Wettbewerbe                                               | 7                                                         |
| Eröffnung                                                 | 31. Mai 2013                                              |
| Abschluss                                                 | 2. Juni 2013                                              |
| Chronik                                                   |                                                           |
| ← EM 2012                                                 | EM 2014 →                                                 |

Wiener Stadthalle von außen

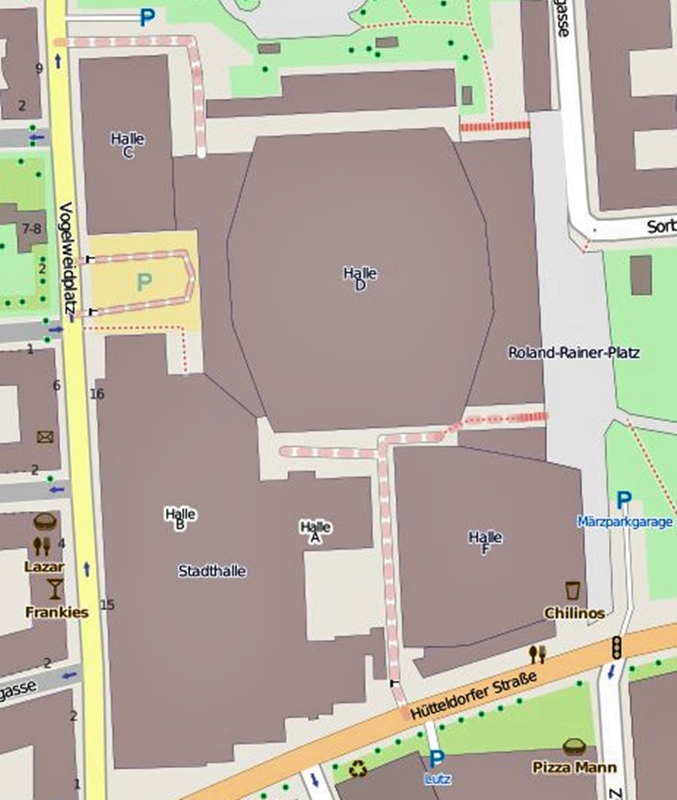
Karte von der Wiener Stadthalle

Die 29. Europameisterschaften der Rhythmischen Sportgymnastik 2013 (offiziell 29th Rhythmic Gymnastics European Championships) fanden vom 31. Mai bis 2. Juni 2013 in Wien in der Wiener Stadthalle statt. Nach 1984 fanden somit zum zweiten Mal die Europameisterschaften der Rhythmischen Sportgymnastik in Wien statt.

## Programm und Zeitplan
| Datum        | Uhrzeit       | Seniorinnen                            | Juniorinnen Gruppen                                |
| ------------ | ------------- | -------------------------------------- | -------------------------------------------------- |
| Fr., 31. Mai | 10:00 – 12:00 |                                        | Wettbewerb 1. Präsentation (5 Reifen)              |
| Fr., 31. Mai | 14:00 – 16:30 | Wettbewerb Gruppe C (Reifen + Ball)    |                                                    |
| Fr., 31. Mai | 16:30 – 16:45 | Pause                                  | Pause                                              |
| Fr., 31. Mai | 16:45 – 19:15 | Wettbewerb Gruppe B (Reifen + Ball)    |                                                    |
| Fr., 31. Mai | 19:15 – 19:45 | Eröffnungszeremonie                    | Eröffnungszeremonie                                |
| Fr., 31. Mai | 19:45 – 20:00 | Pause                                  | Pause                                              |
| Fr., 31. Mai | 20:00 – 22:00 | Wettbewerb Gruppe A (Reifen + Ball)    |                                                    |
| Sa., 1. Juni | 10:00 – 12:00 |                                        | Wettbewerb 2. Präsentation (5 Reifen)              |
| Sa., 1. Juni | 12:15         |                                        | Preisverleihung (All-Around – 5 Reifen + 5 Reifen) |
| Sa., 1. Juni | 14:00 – 16:30 | Wettbewerb Gruppe B (Keulen + Band)    |                                                    |
| Sa., 1. Juni | 16:30 – 16:45 | Pause                                  | Pause                                              |
| Sa., 1. Juni | 16:45 – 19:15 | Wettbewerb Gruppe C (Keulen + Band)    |                                                    |
| Sa., 1. Juni | 19:15 – 19:30 | Pause                                  | Pause                                              |
| Sa., 1. Juni | 19:30 – 21:30 | Wettbewerb Gruppe A (Keulen + Band)    |                                                    |
| Sa., 1. Juni | 21:45         | Preisverleihung (Mannschaftsmehrkampf) |                                                    |
| So., 2. Juni | 11:00 – 11:45 |                                        | Wettbewerb Finale (5 Reifen)                       |
| So., 2. Juni | 11:55 – 12:10 |                                        | Preisverleihung Finale (5 Reifen)                  |
| So., 2. Juni | 12:10 – 15:00 | Pause                                  | Pause                                              |
| So., 2. Juni | 15:00 – 15:50 | Wettbewerb Finale (Reifen + Ball)      |                                                    |
| So., 2. Juni | 15:55 – 16:05 | Preisverleihung Finale (Reifen + Ball) |                                                    |
| So., 2. Juni | 16:05 – 16:55 | Wettbewerb Finale (Keulen + Band)      |                                                    |
| So., 2. Juni | 17:00 – 17:10 | Preisverleihung Finale (Keulen + Band) |                                                    |
| So., 2. Juni | 17:15 – 18:15 | Gala                                   | Gala                                               |
| So., 2. Juni | 18:15         | Schlusszeremonie                       | Schlusszeremonie                                   |

## Teilnehmerinnen
| 220 Sportlerinnen aus 33 Ländern | 220 Sportlerinnen aus 33 Ländern                                                                                     | 220 Sportlerinnen aus 33 Ländern                                                                                 |
| --- | --- | --- |
| - Armenien - Aserbaidschan - Bulgarien - Deutschland - Estland - Finnland - Frankreich - Georgien - Griechenland - Italien - Israel | - Kroatien - Lettland - Litauen - Moldau - Norwegen - Österreich - Polen - Portugal - Rumänien - Russland - Schweden | - Schweiz - Serbien - Slowenien - Slowakei - Spanien - Tschechien - Türkei - Ukraine - Ungarn - Belarus - Zypern |

## Medaillenspiegel

### Nationen
| Platz | Land          | Seniorinnen | Seniorinnen | Seniorinnen | Juniorinnen | Juniorinnen | Juniorinnen | Gesamt- wertung |
| ----- | ------------- | ----------- | ----------- | ----------- | ----------- | ----------- | ----------- | --------------- |
|       |               | Gold        | Silber      | Bronze      | Gold        | Silber      | Bronze      | Gesamt          |
| 1     | Russland      | 5           | 3           | 0           | 2           | 0           | 0           | 10              |
| 2     | Belarus       | 0           | 1           | 3           | 0           | 1           | 1           | 6               |
| 3     | Ukraine       | 0           | 1           | 0           | 0           | 0           | 0           | 1               |
| 4     | Bulgarien     | 0           | 0           | 2           | 0           | 0           | 1           | 3               |
| 5     | Aserbaidschan | 0           | 0           | 0           | 0           | 1           | 0           | 1               |

### Sportlerin
| Platz | Sportlerin         | Land | Gold | Silber | Bronze | Gesamt |
| ----- | ------------------ | ---- | ---- | ------ | ------ | ------ |
| 1     | Jana Kudrjawzewa   | RUS  | 3    | 0      | 0      | 3      |
| 2     | Darja Swatkowskaja | RUS  | 2    | 0      | 0      | 2      |
| 3     | Margarita Mamun    | RUS  | 2    | 3      | 0      | 5      |
| 4     | Hanna Risatdinowa  | UKR  | 0    | 2      | 0      | 2      |
| 5     | Alina Maksymenko   | UKR  | 0    | 1      | 0      | 1      |
| 5     | Wiktorija Masur    | UKR  | 0    | 1      | 0      | 1      |
| 7     | Melizina Stanjuta  | BLR  | 0    | 0      | 3      | 3      |
| 8     | Silwija Mitewa     | BUL  | 0    | 0      | 2      | 2      |
| 9     | Kazjaryna Halkina  | BLR  | 0    | 0      | 1      | 1      |
| 9     | Aryna Scharapa     | BLR  | 0    | 0      | 1      | 1      |

## Ergebnisse Seniorinnen

### Mannschaftsmehrkampf
| Rang | Land          | Athletin                     | Reifen | Ball   | Keulen | Band   | Punkte | Gesamt  |
| ---- | ------------- | ---------------------------- | ------ | ------ | ------ | ------ | ------ | ------- |
| 1    | Russland      | Jana Kudrjawzewa             |        | 18.666 | 18.300 | 18.566 | 55.532 | 147.114 |
| 1    | Russland      | Margarita Mamun              | 18.100 | 18.333 | 18.200 | 18.516 | 73.149 | 147.114 |
| 1    | Russland      | Darja Swatkowskaja           | 18.433 |        |        |        | 18.433 | 147.114 |
| 2    | Ukraine       | Hanna Risatdinowa            | 17.900 | 17.866 | 18.050 | 17.900 | 71.716 | 141.573 |
| 2    | Ukraine       | Alina Maksymenko             |        | 17.466 | 17.733 | 17.450 | 52.649 | 141.573 |
| 2    | Ukraine       | Wiktorija Masur              | 17.208 |        |        |        | 17.208 | 141.573 |
| 3    | Belarus       | Kazjaryna Halkina            | 14.350 | 17.333 | 17.200 |        | 48.883 | 138.115 |
| 3    | Belarus       | Melizina Stanjuta            | 18.133 | 18.000 | 18.000 | 17.866 | 71.999 | 138.115 |
| 3    | Belarus       | Aryna Scharapa               |        |        |        | 17.233 | 17.233 | 138.115 |
| 4    | Aserbaidschan | Marina Durunda               | 17.483 | 17.616 | 16.075 | 17.466 | 68.640 | 137.347 |
| 4    | Aserbaidschan | Lalə Yusifova                | 16.900 | 17.391 | 17.266 | 17.150 | 68.707 | 137.347 |
| 5    | Israel        | Victoria Veinberg Filanovsky | 17.116 | 17.100 | 16.683 | 17.250 | 68.149 | 136.531 |
| 5    | Israel        | Neta Rivkin                  | 17.283 | 17.533 | 16.833 | 16.733 | 68.382 | 136.531 |
| 6    | Bulgarien     | Newjana Wladinowa            | 16.583 |        |        |        | 16.583 | 136.398 |
| 6    | Bulgarien     | Marija Matewa                |        | 16.550 | 15.783 | 16.500 | 48.833 | 136.398 |
| 6    | Bulgarien     | Silwija Mitewa               | 17.883 | 17.583 | 17.683 | 17.683 | 70.982 | 136.398 |
| 7    | Österreich    | Nicol Ruprecht               | 16.266 | 16.516 | 16.683 | 15.941 | 65.406 | 133.563 |
| 7    | Österreich    | Caroline Weber               | 16.475 | 17.166 | 17.383 | 17.133 | 68.157 | 133.563 |
| 7    | Österreich    | Natascha Wegscheider         |        |        |        |        | 0.000  | 133.563 |
| 8    | Spanien       | Carolina Rodríguez           | 17.033 | 16.533 | 16.900 | 16.650 | 67.116 | 130.640 |
| 8    | Spanien       | Natalia García               | 16.833 | 14.916 | 16.950 |        | 48.699 | 130.640 |
| 8    | Spanien       | Eugenya Onopko               |        |        |        | 14.825 | 14.825 | 130.640 |
| 9    | Italien       | Federica Febbo               | 16.166 | 15.866 | 15.616 | 16.433 | 64.081 | 126.947 |
| 9    | Italien       | Veronica Bertolini           | 15.633 | 15.583 | 16.150 | 15.500 | 62.866 | 126.947 |
| 10   | Finnland      | Jouki Tikkanen               | 15.658 | 16.233 | 16.175 | 14.866 | 62.932 | 125.630 |
| 10   | Finnland      | Ekaterina Volkova            | 15.883 | 15.766 | 15.683 | 15.366 | 62.698 | 125.630 |
| 11   | Tschechien    | Monika Mickova               | 16.283 | 16.083 | 16.350 | 15.933 | 64.649 | 123.714 |
| 11   | Tschechien    | Anna Sebkowa                 | 15.200 | 14.883 |        |        | 30.083 | 123.714 |
| 11   | Tschechien    | Veronika Hegrowa             |        |        | 14.016 | 14.966 | 28.982 | 123.714 |
| 12   | Estland       | Viktoria Bogdanova           |        | 15.700 | 15.058 | 14.983 | 45.741 | 123.247 |
| 12   | Estland       | Carmel Kallemaa              | 15.641 | 15.883 | 15.383 |        | 46.907 | 123.247 |
| 12   | Estland       | Olga Bogdanova               | 15.566 |        |        |        | 15.566 | 123.247 |
| 13   | Ungarn        | Bianka Borocz                | 14.750 |        | 14.200 |        | 28.950 | 123.247 |
| 13   | Ungarn        | Daniella Kecza               |        | 14.766 |        | 13.425 | 28.191 | 123.247 |
| 13   | Ungarn        | Dora Vass                    | 16.316 | 16.383 | 15.833 | 16.666 | 65.198 | 123.247 |
| 14   | Georgien      | Salome Phajava               | 16.166 | 15.916 | 16.316 | 16.750 | 65.148 | 122.272 |
| 14   | Georgien      | Medea Gathenadze             | 14.108 |        |        | 13.233 | 27.341 | 122.272 |
| 14   | Georgien      | Elvira Zukakishvili          |        | 14.650 | 15.133 |        | 29.783 | 122.272 |
| 15   | Griechenland  | Kyriaki Alevroginni          | 14.883 | 10.766 | 12.733 | 14.950 | 53.332 | 121.340 |
| 15   | Griechenland  | Varvara Filiou               | 16.575 | 17.383 | 16.800 | 17.250 | 68.008 | 121.340 |

| Rang | Land       | Athletin                | Reifen | Ball   | Keulen | Band   | Punkte | Gesamt  |
| ---- | ---------- | ----------------------- | ------ | ------ | ------ | ------ | ------ | ------- |
| 16   | Moldau     | Veronica Cumatrenco     | 14.850 | 13.641 | 14.641 | 15.066 | 58.198 | 120.914 |
| 16   | Moldau     | Iuliana Liubomeiscaia   | 15.950 | 15.516 | 15.550 | 15.700 | 62.716 | 120.914 |
| 17   | Frankreich | Ambre Chaboud           |        |        |        | 13.400 | 13.400 | 120.373 |
| 17   | Frankreich | Kseniya Moustafaeva     | 16.933 | 14.225 | 17.250 | 16.866 | 65.274 | 120.373 |
| 17   | Frankreich | Lucille Chalopin        | 14.733 | 13.466 | 13.500 |        | 41.699 | 120.373 |
| 18   | Lettland   | Natalija Janusa         | 13.708 | 13.633 |        |        | 27.341 | 120.273 |
| 18   | Lettland   | Veronika Romanova       |        |        | 14.300 | 15.116 | 29.416 | 120.273 |
| 18   | Lettland   | Jelizaveta Gamalejeva   | 15.700 | 16.233 | 16.200 | 15.383 | 63.516 | 120.273 |
| 19   | Polen      | Anna Czarniecka         | 15.225 | 15.316 | 15.283 | 14.866 | 60.690 | 120.180 |
| 19   | Polen      | Maja Majerowska         | 15.033 | 14.883 | 14.833 | 14.741 | 59.490 | 120.180 |
| 20   | Slowenien  | Sara Kragulj            | 14.516 | 15.666 | 14.000 | 14.433 | 58.615 | 117.255 |
| 20   | Slowenien  | Monija Cebasek          | 15.400 | 14.933 | 15.066 |        | 45.399 | 117.255 |
| 20   | Slowenien  | Sasa Bilic              |        |        |        | 13.241 | 13.241 | 117.255 |
| 21   | Rumänien   | Alexandra Piscupescu    | 16.783 | 16.683 | 16.016 | 16.941 | 66.423 | 115.638 |
| 21   | Rumänien   | Diana Valeanu           | 12.416 | 12.966 | 12.958 | 10.875 | 49.215 | 115.638 |
| 22   | Schweden   | Anastassia Johansson    | 14.783 | 14.783 | 14.200 | 14.433 | 58.199 | 115.273 |
| 22   | Schweden   | Jennifer Pettersson     | 14.675 | 14.483 | 13.583 | 14.333 | 57.074 | 115.273 |
| 23   | Zypern     | Themida Christodoulidou | 14.766 | 14.908 | 14.283 | 13.866 | 57.823 | 115.005 |
| 23   | Zypern     | Pantelitsa Theodoulou   | 14.575 | 14.333 | 13.816 |        | 42.724 | 115.005 |
| 23   | Zypern     | Christina Malaktou      |        |        |        | 14.458 | 14.458 | 115.005 |
| 24   | Armenien   | Lilit Harutyunyan       | 15.691 | 15.300 | 14.816 | 15.533 | 61.340 | 114.214 |
| 24   | Armenien   | Anna Svirina            | 12.900 | 13.533 |        | 14.191 | 40.624 | 114.214 |
| 24   | Armenien   | Luiza Sadyan            |        |        | 12.250 |        | 12.250 | 114.214 |
| 25   | Kroatien   | Elena Milenkovic        | 14.983 | 14.608 | 13.683 | 13.816 | 57.090 | 114.063 |
| 25   | Kroatien   | Mirjana Sekovanic       | 14.766 | 14.266 | 13.350 | 14.591 | 56.973 | 114.063 |
| 26   | Portugal   | Carolina Coelho         | 14.716 | 14.666 | 14.500 | 14.683 | 58.565 | 113.121 |
| 26   | Portugal   | Maria Canilhas          | 13.558 |        |        | 13.216 | 26.774 | 113.121 |
| 26   | Portugal   | Joana Cardoso           |        | 14.366 | 13.416 |        | 27.782 | 113.121 |
| 27   | Türkei     | Asya Nur Tas            | 12.050 |        | 13.475 | 12.583 | 38.108 | 112.581 |
| 27   | Türkei     | Burcin Neziroglu        | 15.841 | 15.366 | 14.633 |        | 45.840 | 112.581 |
| 27   | Türkei     | Zeynep Kusem            |        | 15.150 |        | 13.483 | 28.633 | 112.581 |
| 28   | Slowakei   | Marianna Podlucka       | 13.808 |        | 10.016 | 13.316 | 37.140 | 107.163 |
| 28   | Slowakei   | Jana Duchnovska         |        | 14.116 |        |        | 14.116 | 107.163 |
| 28   | Slowakei   | Xenia Kilianova         | 13.900 | 14.516 | 13.508 | 13.983 | 55.907 | 107.163 |
| 29   | Litauen    | Neda Serniute           | 13.791 | 13.500 |        |        | 27.291 | 102.556 |
| 29   | Litauen    | Ieva Nickute            | 12.016 |        | 12.608 | 11.700 | 36.324 | 102.556 |
| 29   | Litauen    | Karolina Sklenyte       |        | 13.833 | 13.350 | 11.758 | 38.941 | 102.556 |
| 30   | Norwegen   | Emilie Holte            | 12.891 | 13.200 | 13.158 | 13.766 | 53.015 | 101.888 |
| 30   | Norwegen   | Martine Ege Vangsal     | 12.266 | 11.633 |        |        | 23.899 | 101.888 |
| 30   | Norwegen   | Mia Ege Vangsal         |        |        | 12.716 | 12.258 | 24.974 | 101.888 |

### Gerätefinals
| Rang | Athletin           | Punkte |
| ---- | ------------------ | ------ |
| 1    | Darja Swatkowskaja | 18.600 |
| 2    | Margarita Mamun    | 18.566 |
| 3    | Melizina Stanjuta  | 18.250 |
| 4    | Silwija Mitewa     | 17.733 |
| 5    | Marina Durunda     | 17.650 |
| 6    | Neta Rivkin        | 17.566 |
| 7    | Wiktorija Masur    | 17.491 |
| 8    | Hanna Risatdinowa  | 17.033 |

| Rang | Athletin          | Punkte |
| ---- | ----------------- | ------ |
| 1    | Jana Kudrjawzewa  | 19.000 |
| 2    | Margarita Mamun   | 18.633 |
| 3    | Silwija Mitewa    | 18.150 |
| 4    | Hanna Risatdinowa | 18.033 |
| 5    | Marina Durunda    | 17.700 |
| 6    | Melizina Stanjuta | 17.283 |
| 7    | Neta Rivkin       | 17.183 |
| 8    | Alina Maksymenko  | 16.833 |

| Rang | Athletin          | Punkte |
| ---- | ----------------- | ------ |
| 1    | Jana Kudrjawzewa  | 18.783 |
| 2    | Margarita Mamun   | 18.650 |
| 3    | Melizina Stanjuta | 18.116 |
| 4    | Silwija Mitewa    | 18.016 |
| 5    | Marina Durunda    | 17.900 |
| 6    | Alina Maksymenko  | 17.716 |
| 7    | Lalə Yusifova     | 17.350 |
| 8    | Caroline Weber    | 17.233 |

| Rang | Athletin          | Punkte |
| ---- | ----------------- | ------ |
| 1    | Margarita Mamun   | 18.800 |
| 2    | Hanna Risatdinowa | 18.183 |
| 3    | Silwija Mitewa    | 18.183 |
| 4    | Jana Kudrjawzewa  | 17.983 |
| 5    | Marina Durunda    | 17.766 |
| 6    | Alina Maksymenko  | 17.533 |
| 7    | Melizina Stanjuta | 17.441 |
| 8    | Varvara Filiou    | 16.525 |

## Ergebnisse Juniorinnen

### Gruppenmehrkampf
| Rang | Gruppen       | 5      | 5      | Gesamt |
| ---- | ------------- | ------ | ------ | ------ |
| 1    | Russland      | 17.100 | 16.816 | 33.916 |
| 2    | Belarus       | 16.450 | 16.250 | 32.700 |
| 3    | Bulgarien     | 16.266 | 16.266 | 32.532 |
| 4    | Aserbaidschan | 15.916 | 16.075 | 31.991 |
| 5    | Israel        | 15.500 | 16.450 | 31.950 |
| 6    | Italien       | 15.750 | 15.641 | 31.391 |
| 7    | Schweiz       | 15.433 | 15.833 | 31.266 |
| 8    | Ukraine       | 15.208 | 15.683 | 30.891 |
| 9    | Tschechien    | 15.000 | 15.300 | 30.300 |
| 10   | Ungarn        | 14.500 | 15.666 | 30.166 |
| 11   | Estland       | 15.150 | 15.000 | 30.150 |
| 12   | Deutschland   | 14.833 | 14.533 | 29.366 |

| Rang | Gruppen    | 5      | 5      | Gesamt |
| ---- | ---------- | ------ | ------ | ------ |
| 13   | Lettland   | 14.583 | 14.750 | 29.333 |
| 14   | Finnland   | 14.258 | 14.516 | 28.774 |
| 15   | Frankreich | 14.683 | 14.016 | 28.699 |
| 16   | Spanien    | 13.816 | 14.791 | 28.607 |
| 17   | Österreich | 13.133 | 15.100 | 28.233 |
| 18   | Serbien    | 13.900 | 14.183 | 28.083 |
| 19   | Türkei     | 13.916 | 13.600 | 27.516 |
| 20   | Slowakei   | 13.033 | 13.600 | 26.633 |
| 21   | Litauen    | 13.633 | 12.666 | 26.299 |
| 22   | Norwegen   | 12.200 | 13.266 | 25.466 |
| 23   | Polen      | 12.066 | 13.166 | 25.232 |
| 24   | Rumänien   | 10.716 | 11.775 | 22.491 |

### Gerätefinals
| Rang | Gruppen       | 5 Punkte |
| ---- | ------------- | -------- |
| 1    | Russland      | 17.150   |
| 2    | Aserbaidschan | 16.550   |
| 3    | Belarus       | 16.325   |
| 4    | Israel        | 16.233   |
| 5    | Bulgarien     | 16.033   |
| 6    | Italien       | 15.866   |
| 7    | Ukraine       | 15.766   |
| 8    | Schweiz       | 15.750   |

## Berichterstattung
Der Fernsehsender ORF SPORT + und der Live-Stream der Eurovision zeigten die Europameisterschaften der Rhythmischen Sportgymnastik 2013 13 Stunden live.